# Baliza
| \| Baliza \|                       |
| Lage der Ortschaft Baliza in Goiás |
| Baliza                             |

| Baliza |

Baliza ist eine brasilianische politische Gemeinde im Bundesstaat Goiás in der Mesoregion Nordwest-Goiás und in der Mikroregion Aragarças. Sie liegt westlich der brasilianischen Hauptstadt Brasília und westnordwestlich von Goiânia, der Hauptstadt des Bundesstaates, am Oberlauf des Rio Araguaia.

## Geographische Lage
Baliza grenzt
- im Norden an die Gemeinde Aragarças
- im Osten an Bom Jardim de Goiás und Arenópolis
- im Südosten an Caiapônia
- im Süden an Doverlândia
- im Westen an Ribeirãozinho und Torixoréu (beide MG)